# Gerald Heusing

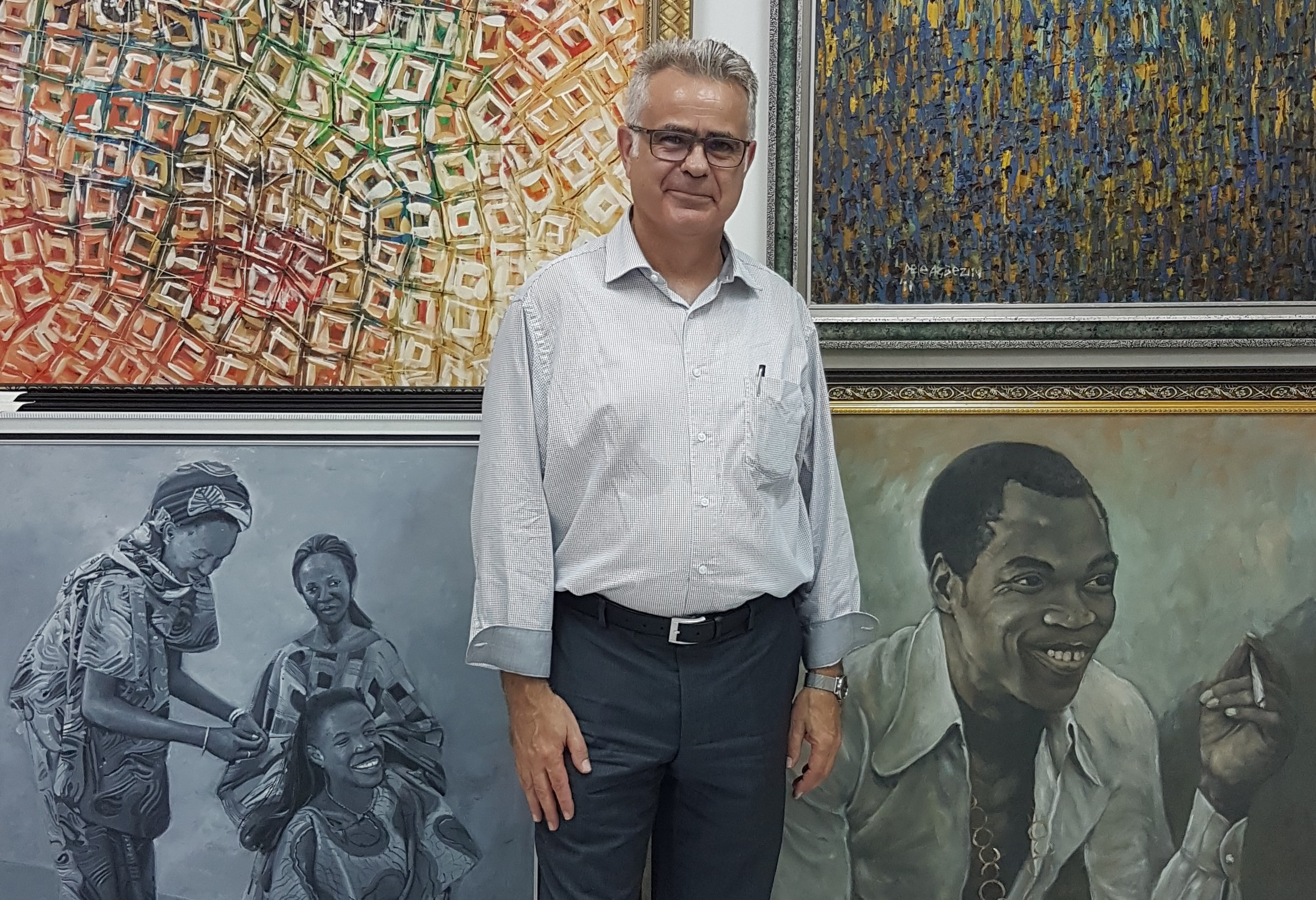
Heusing in der Nike Art Gallery Lagos (2020)

Gerald Heusing (* 11. November 1963 in Hannover) ist ein deutscher Afrikanist und Wissenschaftsmanager.

## Leben
Das Studium der Afrikanistik, Phonetik, Allgemeinen Sprachwissenschaft und Anglistik an der Universität Hamburg beendete Gerald Heusing 1992 mit einem Magister Artium in den Hauptfächern Afrikanistik und Phonetik. Anschließend war er bis 1995 als wissenschaftlicher Mitarbeiter an der Universität Hamburg tätig, wo er 1997 mit einer sprachübergreifenden Untersuchung zu Aspekten der Morphologie-Syntax-Schnittstelle in den vier nigerianischen Sprachen Fulfulde, Igbo, Lamang und Mupun zum Dr. phil. promoviert wurde. Von 1995 bis 2006 arbeitete er in verschiedenen Funktionen (wissenschaftlicher Mitarbeiter, Assistent und Oberassistent) an der Universität Leipzig. Mit einer Schrift über die südlichen Lwoo-Sprachen (Beschreibung, Vergleich und Rekonstruktion) habilitierte sich Heusing 2003 an der Universität Leipzig und erhielt die Lehrbefugnis für das Fach Afrikanistik/Sprachwissenschaft. Im Zuge der Promotion und Habilitation machte er Feldforschungen in Nigeria und Uganda (letztere DFG-finanziert). 
Von 2006 bis 2011 war er Lektor des Deutschen Akademischen Austauschdienstes (DAAD) an der Makerere-Universität (Uganda), anschließend arbeitete er bis 2013 als Referent in der DAAD-Zentrale in Bonn. Von 2013 bis 2019 war Heusing DAAD-Langzeitdozent an der Universität Addis Abeba und Leiter des DAAD-Informationszentrums Addis Ababa. Seit 2019 ist er DAAD-Lektor an der University of Lagos (Nigeria).
Nebentätigkeiten übte er als Wahlbeobachter für das  Auswärtige Amt und als Sachverständiger für den Internationalen Strafgerichtshof  in Den Haag aus.

## Schriften (Auswahl)
- A Historical Model of Chadic Syntax. In: Afrika und Übersee. Band 78, 1995, S. 101–124.
- Aspects of the Morphology Syntax Interface in Four Nigerian Languages: A Cross Linguistic Study of Fulfulde, Igbo, Lamang, and Mupun. Lit, Hamburg 1999.
- Defective Double Object Constructions in Lamang (Central Chadic). In: H. E. Wolff, O. Gensler (Hrsg.): Proceedings of the 2nd World Congress of African Linguistics. Köppe, Köln 2000, S. 559–576.
- The Classification of Kumam within Nilotic. (= University of Leipzig: Papers on Africa. Languages and Literatures Series. Vol. 14). 2000.
- Czekanowski´s Language Data: The Case of Alur. In: A. Jones (Hrsg.), Jan Czekanowski: Africanist Ethnographer and Physical Anthropologist in Early Twentieth Century Germany and Poland. (= University of Leipzig: Papers on Africa. History and Culture Series. Vol. 10). 2002, S. 17–25.
- Die südlichen Lwoo-Sprachen: Beschreibung, Vergleich und Rekonstruktion. (= NILO SAHARAN Series. Vol. 19). Köppe, Köln 2004.
- G. Heusing (Hrsg.): Aspekte der linguistischen und kulturellen Komplexität Ugandas. (= University of Leipzig: Papers on Africa. Languages and Literatures Series. Vol. 24). 2005.
- Anspruch und Wirklichkeit der ugandischen Sprachpolitik seit 1986. In: G. Heusing (Hrsg.): Aspekte der linguistischen und kulturellen Komplexität Ugandas. (= University of Leipzig: Papers on Africa (Languages and Literatures Series). Vol. 24). 2005, S. 9–19.
- G. Heusing (Hrsg.): Sprach- und literaturwissenschaftliche Beiträge zum 16. Afrikanistentag. (= Beiträge zur Afrikanistik. Bd. 15). LIT, Hamburg 2006.
- Loanwords in Alur. In: G. Heusing (Hrsg.): Sprach- und literaturwissenschaftliche Beiträge zum 16. Afrikanistentag. (= Beiträge zur Afrikanistik. Bd. 15). LIT, Hamburg 2006, S. 57–84.
- Äquatorialguinea. In: J. Bellers (Hrsg.): Handbuch der transitorischen Systeme, Diktaturen und autoritären Regime der Gegenwart. LIT, Hamburg 2006, S. 91–95.
- Eine Sprache namens Gartenabfall: Über Sondersprachen in Afrika. In: Bernhard Streck (Hrsg.): Die gezeigte und die verborgene Kultur. Harrassowitz, Wiesbaden 2007, S. 39–52.
- G. Anteneh, G. Heusing: Case Morphology in Majang. In: The Ethiopian Journal of Social Sciences and Language Studies. (EJSSLS) Vol. 4, No. 2, 2017, S. 3–25.
- Munich Bookshop. Roman. Tolino Media, München 2018. (Publiziert unter dem Pseudonym Pele Canus)
- Empaako, the Magic Word: A Special Form of Address Used in Western Uganda. In: Multilingual Margins: A Journal of Multilingualism from the Periphery. Band 9, Nr. 1, 2022, S. 50–60.